# Maki-zushi
Maki-zushi (jap. 巻きずし, 巻寿司, 巻鮨, 巻き鮨) − zwijane sushi. 

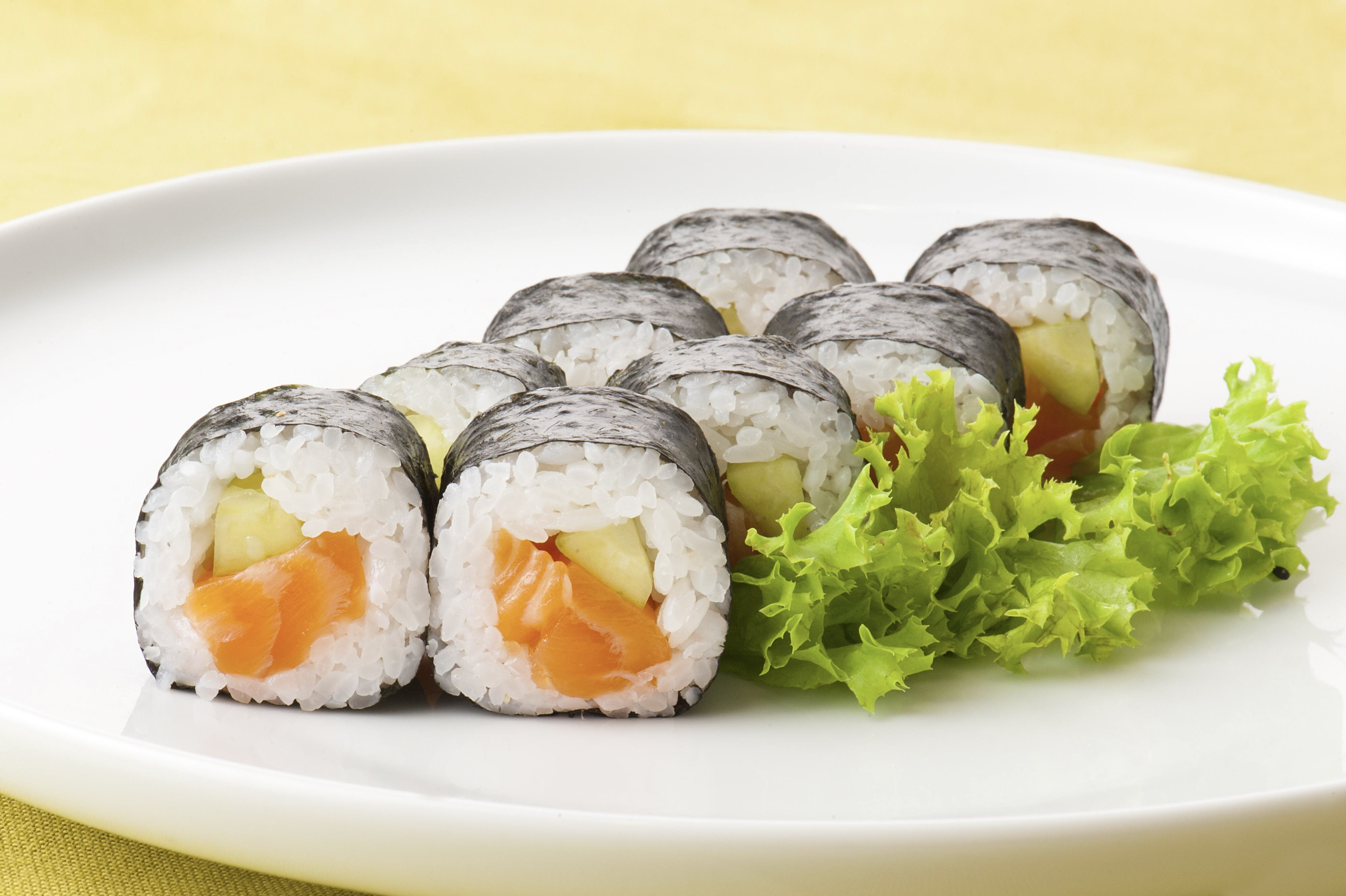

Jeden z najpopularniejszych rodzajów sushi. Ryż z dodatkami (ryby, warzywa), owinięty w arkusze wodorostów nori.